# 宁昌路
宁昌路，中国元朝时设置的路。
原是亦乞列思部领地，至元二十二年（1286年）正月，孛秃的次子唆郎哥被元世祖封为宁昌郡王。延祐五年（1318年）二月，把懿州的宁昌县（今辽宁省法库县、彰武县之间）设置宁昌府。至治二年（1322年）十二月，改为宁昌路。包括今内蒙古自治区通辽市、奈曼旗、扎鲁特旗和吉林省长岭县等地。明朝初年废除宁昌路。